# Безпека (Доктор Хаус)
«Безпека» (англ. Safe)  — шістнадцята серія другого сезону американського телесеріалу «Доктор Хаус». Прем'єра епізоду проходила на каналі FOX 4 квітня 2006. Доктор Хаус і його команда мають врятувати дівчину з пересадженим серцем.

## Сюжет
Молода дівчина нещодавно перенесла пересадку серця через автокатастрофу. Її імунна система дуже ослабла і вона має весь час знаходитись в так званій «чистій кімнаті». Серія починається з моменту коли друг Мелінди, Ден, приходить до неї додому, щоб відвідати її. Після поцілунку у неї трапляється напад алергії. Схвильовані батьки дівчини везуть її до лікарні. Згодом виявляється, що Ден приймав пеніцилін, на який у Мелінди алергія. Пацієнтку хочуть виписувати, але вона починає задихатися, також з її рота виходить багато білих тілець. Форман виявляє, що у Мелінди з'явилися проблеми з новим серцем.
Дівчині роблять багато аналізів і тестів, проте нічого не знаходять. Невдовзі у пацієнтки починає розвиватись параліч ноги. Форман вважає, що у неї синдром Гієна Барре, Хаус дає розпорядження на аналізи. Команда починає лікування, але через деякий час параліч доходить до легенів і Мелінду доводиться інтубувати. Кемерон припускає, що у дівчини може бути кліщовий параліч. Форман і Чейз відхиляють цю думку, але наступного дня Хаус розуміє, що це єдина можлива версія. Батьки втратили довіру до команди і Хауса, тому не дають згоду на непотрібну перевірку. Хаус вдає, що відвозить дівчину на інтенсивну терапію, але зупиняє ліфт і знаходить в її статевому органі кліща. Мелінду починають лікувати і вона одужує.